# Campionati europei di atletica leggera 1954
I V campionati europei di atletica leggera si sono tenuti a Berna, in Svizzera, dal 25 al 29 agosto 1954 allo stadio Neufeld.

## Nazioni partecipanti
Tra parentesi, il numero di atleti partecipanti per nazione.
- Austria (25)
- Belgio (29)
- Bulgaria (9)
- Cecoslovacchia (42)
- Danimarca (7)
- Finlandia (31)
- Francia (49)

- Germania Ovest (62)
- Grecia (7)
- Islanda (7)
- Irlanda (3)
- Italia (24)
- Jugoslavia (24)
- Liechtenstein (4)

- Lussemburgo (2)
- Norvegia (13)
- Paesi Bassi (12)
- Polonia (35)
- Portogallo (9)
- Gran Bretagna (46)
- Romania (24)

- Saar (9)
- Spagna (4)
- Svezia (37)
- Svizzera (50)
- Turchia (16)
- Ungheria (41)
- Unione Sovietica (68)

## Risultati

### Uomini
| Specialità | Oro                                                                                 | Prestazione | Argento                                                                       | Prestazione | Bronzo                                                                     | Prestazione |
| Corse piane |                                                                                     |             |                                                                               |             |                                                                            |             |
| 100 metri | Heinz Fütterer Germania Ovest                                                       | 10"5        | René Bonino Francia                                                           | 10"6        | George Ellis Gran Bretagna                                                 | 10"7        |
| 200 metri | Heinz Fütterer Germania Ovest                                                       | 20"9        | Ardalion Ignat'ev Unione Sovietica                                            | 21"1        | George Ellis Gran Bretagna                                                 | 21"2        |
| 400 metri | Ardalion Ignat'ev Unione Sovietica                                                  | 46"6        | Voitto Hellstén Finlandia                                                     | 47"0        | Zoltán Adamik Ungheria                                                     | 47"6        |
| 800 metri | Lajos Szentgáli Ungheria                                                            | 1'47"1      | Lucien De Muynck Belgio                                                       | 1'47"3      | Audun Boysen Norvegia                                                      | 1'47"4      |
| 1.500 metri | Roger Bannister Gran Bretagna                                                       | 3'43"8      | Gunnar Nielsen Danimarca                                                      | 3'44"4      | Stanislav Jungwirth Cecoslovacchia                                         | 3'45"4      |
| 5.000 metri | Vladimir Kuc Unione Sovietica                                                       | 13'56"6     | Chris Chataway Gran Bretagna                                                  | 14'08"8     | Emil Zátopek Cecoslovacchia                                                | 14'10"2     |
| 10.000 metri | Emil Zátopek Cecoslovacchia                                                         | 28'58"0     | József Kovács Ungheria                                                        | 29'25"8     | Frank Sando Gran Bretagna                                                  | 29'27"6     |
| Corse a ostacoli |                                                                                     |             |                                                                               |             |                                                                            |             |
| 110 metri ostacoli | Evgenij Bulančik Unione Sovietica                                                   | 14"4        | Frederick Parker Gran Bretagna                                                | 14"6        | Berthold Steines Germania Ovest                                            | 14"7        |
| 400 metri ostacoli | Anatolij Julin Unione Sovietica                                                     | 50"5        | Jurij Lituev Unione Sovietica                                                 | 50"8        | Sven-Oswald Mildh Finlandia                                                | 51"5        |
| 3.000 metri siepi | Sándor Rozsnyói Ungheria                                                            | 8'49"6      | Olavi Rinteenpää Finlandia                                                    | 8'52"4      | Ernst Larsen Norvegia                                                      | 8'53"2      |
| Prove su strada |                                                                                     |             |                                                                               |             |                                                                            |             |
| Maratona | Veikko Karvonen Finlandia                                                           | 2h24'51"6   | Boris Grišaev Unione Sovietica                                                | 2h24'55"8   | Ivan Filin Unione Sovietica                                                | 2h25'26"6   |
| 10 km marcia | Josef Doležal Cecoslovacchia                                                        | 45'01"8     | Anatolij Egorov Unione Sovietica                                              | 45'53"0     | Sergej Lobastov Unione Sovietica                                           | 46'21"8     |
| 50 km marcia | Vladimir Uchov Unione Sovietica                                                     | 4h22'11"2   | Josef Doležal Cecoslovacchia                                                  | 4h25'07"4   | Antal Róka Ungheria                                                        | 4h31'32"2   |
| Salti |                                                                                     |             |                                                                               |             |                                                                            |             |
| Salto in alto | Bengt Nilsson Svezia                                                                | 2,02 m      | Jiří Lanský Cecoslovacchia                                                    | 1,98 m      | Jaroslav Kovář Cecoslovacchia                                              | 1,96 m      |
| Salto con l'asta | Eeles Landström Finlandia                                                           | 4,40 m      | Ragnar Lundberg Svezia                                                        | 4,40 m      | Jeff Elliott Gran Bretagna Juho Piironen Finlandia                         | 4,30 m      |
| Salto in lungo | Ödön Földessy Ungheria                                                              | 7,51 m      | Zbigniew Iwański Polonia                                                      | 7,46 m      | Ernest Wanko Francia                                                       | 7,41 m      |
| Salto triplo | Leonid Ščerbakov Unione Sovietica                                                   | 15,90 m     | Roger Norman Svezia                                                           | 15,17 m     | Martin Řehák Cecoslovacchia                                                | 15,10 m     |
| Lanci |                                                                                     |             |                                                                               |             |                                                                            |             |
| Getto del peso | Jiří Skobla Cecoslovacchia                                                          | 17,20 m     | Otto Grigalka Unione Sovietica                                                | 16,69 m     | Heino Heinaste Unione Sovietica                                            | 16,27 m     |
| Lancio del disco | Adolfo Consolini Italia                                                             | 53,44 m     | Giuseppe Tosi Italia                                                          | 53,34 m     | József Szécsényi Ungheria                                                  | 51,58 m     |
| Lancio del giavellotto | Janusz Sidło Polonia                                                                | 76,35 m     | Vladimir Kuznecov Unione Sovietica                                            | 74,61 m     | Soini Nikkinen Finlandia                                                   | 73,38 m     |
| Lancio del martello | Michail Krivonosov Unione Sovietica                                                 | 63,34 m     | Sverre Strandli Norvegia                                                      | 61,07 m     | József Csermák Ungheria                                                    | 59,72 m     |
| Prove multiple |                                                                                     |             |                                                                               |             |                                                                            |             |
| Decathlon | Vasilij Kuznecov Unione Sovietica                                                   | 6.752 p.    | Torbjörn Lassenius Finlandia                                                  | 6.424 p.    | Heinz Oberbeck Germania Ovest                                              | 6.263 p.    |
| Staffette |                                                                                     |             |                                                                               |             |                                                                            |             |
| 4×100 metri | Ungheria László Zarándi Géza Varasdi György Csányi Béla Goldoványi                  | 40"6        | Gran Bretagna Kenneth Box George Ellis Kenneth Jones Brian Shenton            | 40"8        | Unione Sovietica Boris Tokarev Viktor Ryabov Levan Sanadze Leonid Bartenev | 40"9        |
| 4×400 metri | Francia Claude Haarhoff Jacques Degats Jean-Paul Martin du Gard Jean-Pierre Goudeau | 3'08"7      | Germania Ovest Hans Geister Helmut Drehen Heinz Ulzheimer Karl-Friedrich Haas | 3'08"8      | Finlandia Raimo Graeffe Sven-Oswald Mildh Rolf Back Voitto Hellstén        | 3'11"5      |
| record mondiale; record mondiale stagionale; record europeo; record europeo stagionale; record dei campionati; record nazionale; record personale; record personale stagionale. |                                                                                     |             |                                                                               |             |                                                                            |             |

### Donne
| Specialità | Oro                                                                      | Prestazione | Argento                                                                   | Prestazione | Bronzo                                                            | Prestazione |
| Corse piane |                                                                          |             |                                                                           |             |                                                                   |             |
| 100 metri | Irina Turova Unione Sovietica                                            | 11"8        | Bertha van Duyne-Brouwer Paesi Bassi                                      | 11"9        | Anne Pashley Gran Bretagna                                        | 11"9        |
| 200 metri | Marija Itkina Unione Sovietica                                           | 24"3        | Irina Turova Unione Sovietica                                             | 24"4        | Shirley Hampton Gran Bretagna                                     | 24"4        |
| 800 metri | Nina Otkalenko Unione Sovietica                                          | 2'08"8      | Diane Leather Gran Bretagna                                               | 2'09"8      | Ljudmila Ševcova Unione Sovietica                                 | 2'11"2      |
| Corse a ostacoli |                                                                          |             |                                                                           |             |                                                                   |             |
| 80 metri ostacoli | Marija Golubničaja Unione Sovietica                                      | 11"0        | Anneliese Seonbuchner Germania Ovest                                      | 11"2        | Pamela Seaborne Gran Bretagna                                     | 11"3        |
| Salti |                                                                          |             |                                                                           |             |                                                                   |             |
| Salto in alto | Thelma Hopkins Gran Bretagna                                             | 1,67 m      | Iolanda Balaș Romania                                                     | 1,65 m      | Olga Modrachová Cecoslovacchia                                    | 1,63 m      |
| Salto in lungo | Jean Desforges Gran Bretagna                                             | 6,04 m      | Aleksandra Čudina Unione Sovietica                                        | 5,93 m      | Elżbieta Krzesińska Polonia                                       | 5,83 m      |
| Lanci |                                                                          |             |                                                                           |             |                                                                   |             |
| Getto del peso | Galina Zybina Unione Sovietica                                           | 15,65 m     | Maria Kuznecova Unione Sovietica                                          | 14,99 m     | Tamara Tyškevič Unione Sovietica                                  | 14,78 m     |
| Lancio del disco | Nina Romaškova Unione Sovietica                                          | 48,02 m     | Irina Begl'akova Unione Sovietica                                         | 45,79 m     | Galina Zybina Unione Sovietica                                    | 44,77 m     |
| Lancio del giavellotto | Dana Zátopková Cecoslovacchia                                            | 52,91 m     | Virve Roolaid Unione Sovietica                                            | 49,94 m     | Nadežda Konjaeva Unione Sovietica                                 | 49,49 m     |
| Prove multiple |                                                                          |             |                                                                           |             |                                                                   |             |
| Pentathlon | Aleksandra Čudina Unione Sovietica                                       | 4.526 p.    | Maria Sander Germania Ovest                                               | 4.485 p.    | Maria Sturm Germania Ovest                                        | 4.357 p.    |
| Staffette |                                                                          |             |                                                                           |             |                                                                   |             |
| 4×100 metri | Unione Sovietica Vera Krepkina Rimma Uliskina Marija Itkina Irina Turova | 45"8        | Germania Ovest Irmgard Egert Charlotte Bohmer Irene Brutting Maria Sander | 46"3        | Italia Maria Musso Giuseppina Leone Letizia Bertoni Milena Greppi | 46"6        |
| record mondiale; record mondiale stagionale; record europeo; record europeo stagionale; record dei campionati; record nazionale; record personale; record personale stagionale. |                                                                          |             |                                                                           |             |                                                                   |             |

## Medagliere
Legenda
     Paese ospitante
| Posizione | Paese            | Oro | Argento | Bronzo | Totale |
| --------- | ---------------- | --- | ------- | ------ | ------ |
| 1         | Unione Sovietica | 16  | 11      | 8      | 35     |
| 2         | Cecoslovacchia   | 4   | 2       | 5      | 11     |
| 3         | Ungheria         | 4   | 1       | 4      | 9      |
| 4         | Gran Bretagna    | 3   | 4       | 7      | 14     |
| 5         | Germania Ovest   | 2   | 4       | 3      | 9      |
| 6         | Finlandia        | 2   | 3       | 4      | 9      |
| 7         | Svezia           | 1   | 2       | 0      | 3      |
| 8         | Francia          | 1   | 1       | 1      | 3      |
| 8         | Italia           | 1   | 1       | 1      | 3      |
| 8         | Polonia          | 1   | 1       | 1      | 3      |
| 11        | Norvegia         | 0   | 1       | 2      | 3      |
| 12        | Belgio           | 0   | 1       | 0      | 1      |
| 12        | Danimarca        | 0   | 1       | 0      | 1      |
| 12        | Paesi Bassi      | 0   | 1       | 0      | 1      |
| 12        | Romania          | 0   | 1       | 0      | 1      |
| Totale    | Totale           | 35  | 35      | 36     | 106    |